# Литература Буркина-Фасо
Литература Буркина-Фасо основана на устном народном творчестве, и поныне этот компонент остается важной её составляющей. В 1934 году, в годы французского владычества, Дим-Долобсом Уэдраого (Dim-Dolobsom Ouedraogo) опубликовал «Максимы, мысли и загадки народа Моси» (фр. Maximes, pensées et devinettes mossi), представлявшие собой сборник записанных легенд народа Моси. Устная традиция продолжает оказывать сильное влияние на буркинийских авторов, писавших в пост-колониальный период 1960-х, таких как Нази Бони и Рожер Никьема. В 1960-х наблюдался рост количества публикуемых художественных произведений. В 1970-х развитие литературы продолжилось, появились новые авторы.

## Ранняя литература и литератураэпохи колониализма
До колонизации письменная литература в Буркина Фасо полностью отсутствовала, как, впрочем, и в большинстве стран и территорий Чёрной Африки. Устная же литературная традиция играла важную роль в жизни этнических групп, создаваших таким образом культурное многообразие страны. Культурная традиция передавалась как устно, так и посредством музыки и танцев. Это описано вышедшей в 1992 году книге Титинги Фредерика Пасере «Язык тамтамов и масок Африки» (фр. Le language des tam-tams et des masques Afrique), в которой автор придаёт особое значение важности для этносов Буркины-Фасо наличия в них гриотов (исполнителей традиционных песен), по значению для передачи опыта стоящих наравне со старейшинами.
В 1934 году Дим-Долобсом Уэдраого публикует книгу «Максимы, мысли и загадки народа Моси» (фр. Maximes, pensées et devinettes mossi), в которой излагает прежде передававшуюся из уст в уста историю царства Моси, на время которого пришёлся расцвет доколониальной Буркина-Фасо.

## Литература периода независимости
Первым романом, написанным буркинийским автором, стали «Сумерки древних времён» (фр. Crépuscule des temps anciens) Нази Бони, опубликованные в 1962 году. Бони был важным деятелем периода обретения независимости, и политические вопросы были неотъемлемой частью его сочинений. Его книгу, посвященную изучению традиций народа Бваму, назвали «этнографическим романом». Вторым буркинийским романом стала написанная в 1967 году Рожером Никьемой на фольклорном материале книга «Злой умысел» (Dessein contraire).
В 1960-е получили распространение и театральные пьесы. Видные драматурги того времени: Уамдегре Уэдраого (Ouamdégré Ouedraogo), автор «Скупой Моага: комедия нравов» (фр. L’avare Moaga: comédie des moeurs), Пьер Дабире (Pierre Dabiré), автор романа «Sansoa» о жизни современной деревни моси, и Мусса Савадого (Moussa Savadogo), автор пьес «Дочь Вольты» (фр. Fille de le Volta) и «Оракул» (фр. L’oracle).
В 1970-е годы появилось новое поколение буркинийских романистов: Колен Ноага (Kollin Noaga), Этьен Савадого (Etienne Sawadogo) и Огюстен-Сонде Кулибали (Augustin-Sondé Coulibaly), писавший как романы, так и поэзию и политическую эссеистику («Преступные боги», 1970). Также известны стали имена писателей Жака Проспера Базье (Jacques Prosper Bazié), Ансомвина Иньяса Хьена (Ansomwin Ignace Hien), Жана-Батиста Соме (Jean-Baptiste Somé), Пьера-Клавера Ильбудо (Pierre Claver Ilboudo) и Норбера Зонго (Norbert Zongo).
Начиная с 1980-х годов среди буркинийских авторов появляются женщины: Пьеретта Сандра Канзье (Pierrette Sandra Kanzié), Бернардетта Дао (Bernadette Dao), Анжель Бассоле Уэдраого (Angèle Bassolé Ouédraogo), Гаэль Коне (Gaël Koné), Моника Ильбудо (Monique Ilboudo), Сюзи Энрик Никьема (Suzy Henrique Nikiéma), Сара Буяин (Sarah Bouyain) и Адиза Санусси (Adiza Sanoussi). Во время руководства страной Томы Санкары (давшего ей нынешнее название, а также писавшего прозу и стихи, включая её гимн) в 1984 году была создана Ассоциация поэтов и вышел первый сборник антологии буркинийской поэзии.